# Basteigarten (Prager Burg)

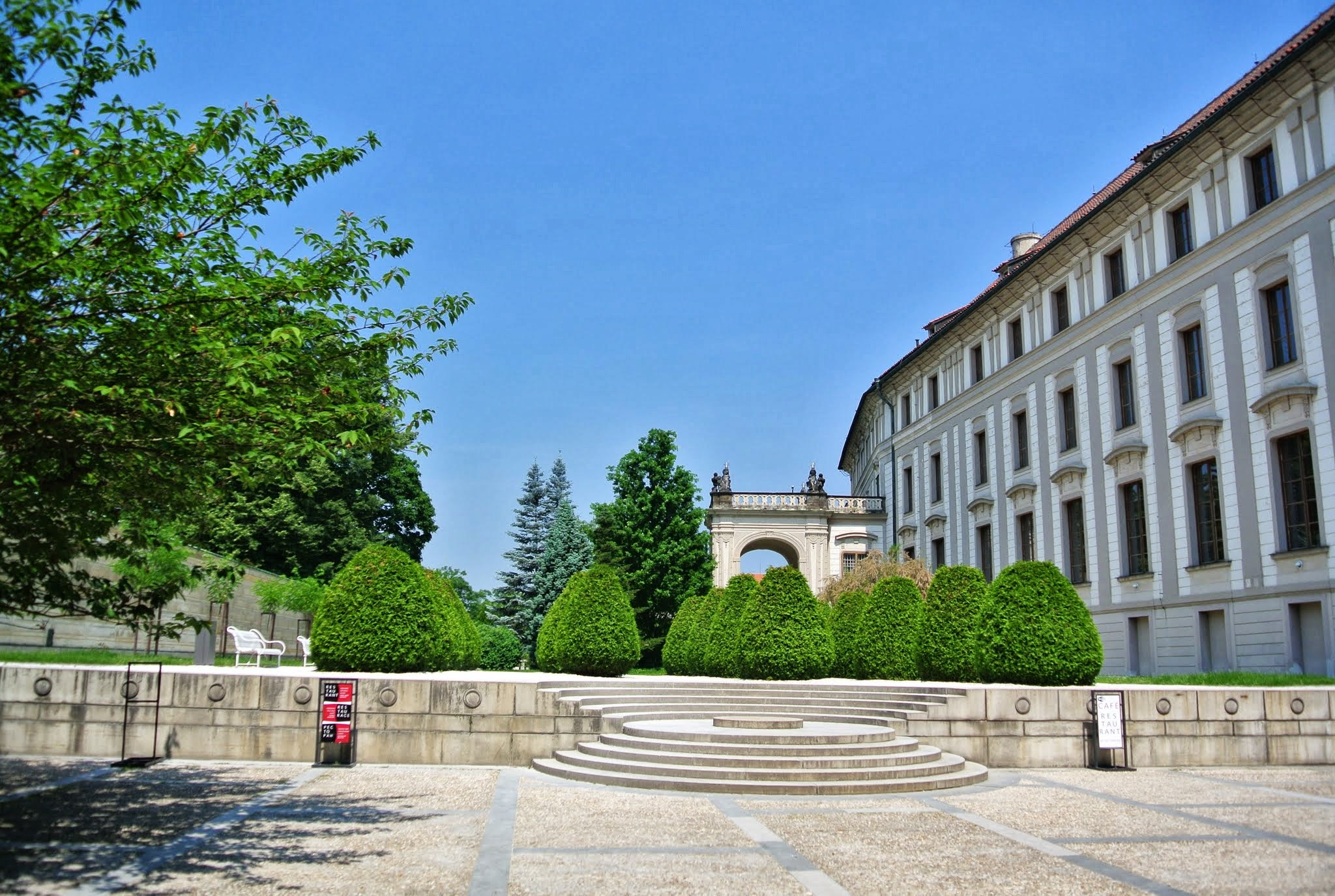
Plečniks Treppe zum Basteigarten

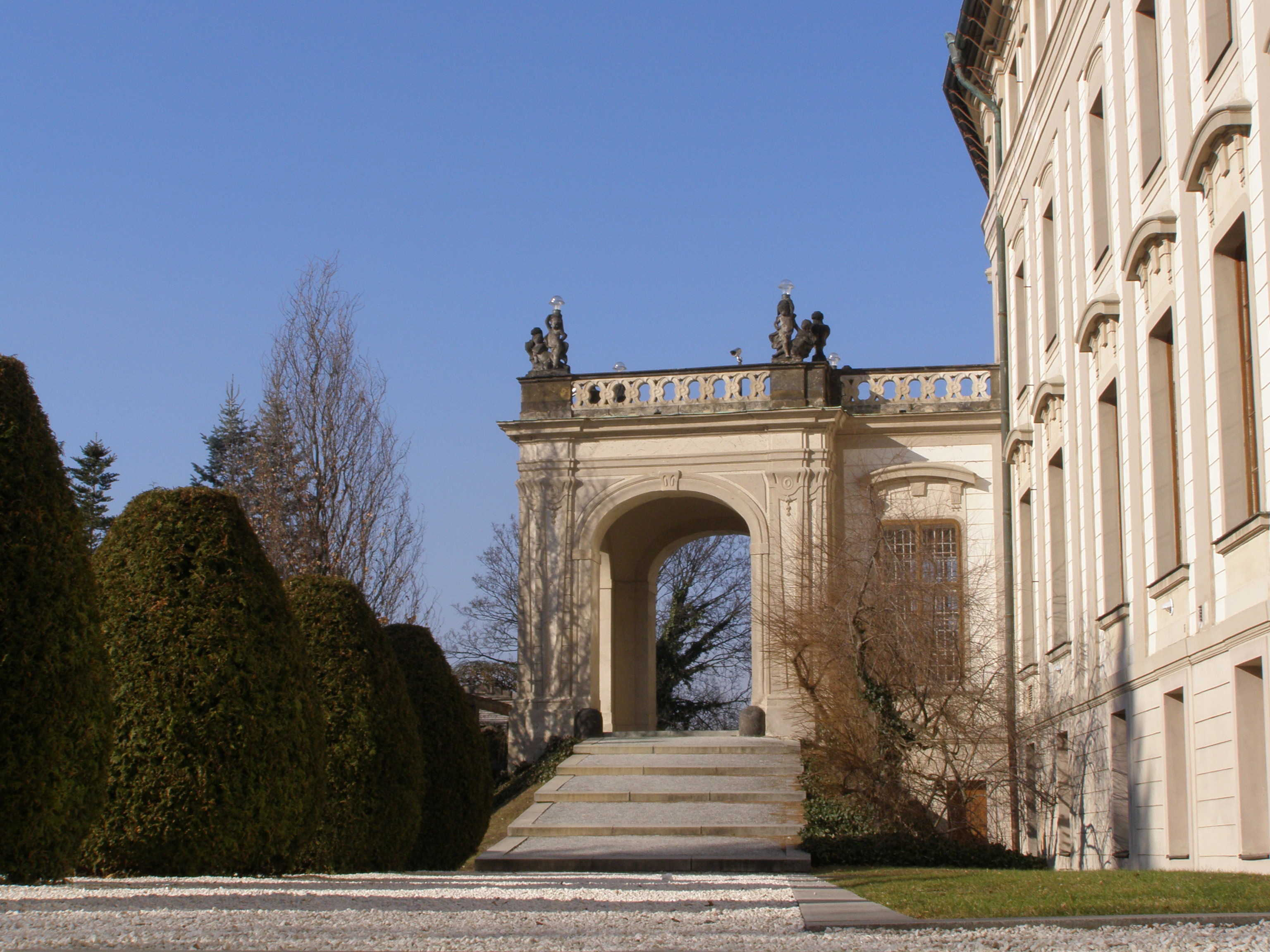
Eingang zum Spanischen Saal

Der Basteigarten (tschechisch zahrada Na Baště) liegt am westlichen Rand der Prager Burg und nimmt etwa achtzig Prozent der Fläche des IV. Burghofs ein. Der Garten erhielt seinen Namen nach einer mittelalterlichen Bastei, deren aus der zweiten Hälfte des 13. Jahrhunderts stammende Fundamente von den Archäologen 1930 entdeckt wurden. Seine heutige Gestalt im Stil italienischer und japanischer Gärten ist das Werk des slowenischen Architekten Jože Plečnik aus den 1930er Jahren. Der kleine Garten mit 0,27 Hektar Fläche gehört zum Ensemble der Gärten der Prager Burg.
Der IV. Burghof teilt sich in einen kleineren, mit einem Muster aus Granitplatten und Kieselsteinen gepflasterten südlichen Teil und den nördlichen, etwas höher gelegenen Basteigarten. Zu diesem erhöhten Gartenbereich führt aus dem Hof eine von Plečnik geschaffene markante kreisförmige Treppe.
Der IV. Burghof ist im Osten und im Süden durch die Flügel des Neuen Königspalastes begrenzt. An der Ostseite des Basteigartens führt eine Rampe zum Portikus mit dem Eingang zum Spanischen Saal im Nordflügel des Neuen Königspalastes. Eine Pergola bedeckt Überreste der mittelalterlichen Bastei, die dem Garten seinen Namen gab. Die Westseite des Basteigartens ist durch eine hohe Gartenmauer des Erzbischöflichen Palastes begrenzt. Um die Wende der 1950er und 1960er Jahre wurde an der nordwestlichen Ecke ein kleiner Restaurantpavillon gebaut.
Den nördlichen Rand des Basteigartens bildet eine Aussichtsterrasse über dem Hirschgraben, die einen Arkadengang eine Ebene tiefer überdeckt. Sie wird durch eine von Plečnik kunstvoll gestaltete Balustrade aus Granit und Kunststein begrenzt. Von der Terrasse kann man über eine Treppe aus großen unregelmäßigen Steinblöcken, die sogenannte Zyklopentreppe (Kyklopské schodiště), in den Hirschgraben hinabsteigen. Von der Terrasse führt auch der sogenannte Plečnik-Steg (Plečnikova lávka) entlang der nördlichen Palastfassade zur Pulverbrücke über dem Hirschgraben.